# Orient und Occident (Zeitschrift, 1929)
Orient und Occident war eine Zeitschrift zu religionsphilosophischen Themen, die zwischen 1929 und 1934 erschien.
Die Grundidee der Zeitschrift war es, deutschen und russischen Autoren ein gemeinsames Forum zu schaffen. Möglich wurde dies, weil Nikolai Berdjajew von Paul Schütz als Mitarbeiter an der Zeitschrift gewonnen werden konnte. Bis Heft Nr. 15 wurde sie gemeinsam von Schütz und dem Basler Theologen Fritz Lieb herausgegeben. Ab dem Heft Nr. 15 vom Juni 1934 war Lieb der alleinige Herausgeber.
Verlegt wurde Orient und Occident in Leipzig.